# Victor Wembanyama
Victor Wembanyama (ur. 4 stycznia 2004) – francuski koszykarz, grający na pozycji silnego skrzydłowego lub środkowego. Obecnie występuje w zespole San Antonio Spurs.
Uznawany za jednego z najlepszych zawodników młodego pokolenia w obecnej koszykówce, został wybrany z pierwszym numerem draftu roku 2023 przez Spurs. Ze wzrostem 224 cm wzrostu (7 ft 4 in) jest obecnie najwyższym koszykarzem NBA (ex aequo z Bobanem Marjanoviciem).

## Kariera

### Występy w Pro A (2020–2023)
Przed trafieniem do NBA Wembanyama występował w trzech klubach we francuskiej lidze Pro A. W sezonie 2020/21 reprezentował barwy Nanterre 92, w następnym przeszedł do ASVEL Lyon-Villeurbanne, zaś w sezonie 2022/23 trafił do Metropolitans 92. Przez trzy lata gry w lidze francuskiej za każdym razem był wybierany najlepszym młodym zawodnikiem ligi. W sezonie 2021/22 zdobył w barwach ASVEL mistrzostwo ligi po pokonaniu w finale AS Monaco 3–2, a także zajął drugie miejsce w głosowaniu na najlepszego młodego gracza Euroligi. W ostatnim roku gry we Francji został wybrany MVP sezonu i meczu gwiazd ligi, najlepszym obrońcą ligi, a także był najlepiej punktującym zawodnikiem w lidze.

### San Antonio Spurs (od 2023)
W wieku 19 lat Wembanyama przystąpił do draftu NBA, w którym został wybrany z numerem pierwszym przez San Antonio Spurs. Został tym samym drugim europejskim zawodnikiem wybranym jako pierwszym w drafcie po Andrei Bargnanim, a także trzecim w historii franczyzy Spurs (poprzednimi byli David Robinson i Tim Duncan).
W sezonie zasadniczym zadebiutował 26 października w przegranym 119–126 meczu przeciwko Dallas Mavericks, w którym zdobył 15 punktów, 5 zbiórek, dwie asysty i dwa bloki. Tydzień później zdobył 38 punktów w wygranym meczu przeciwko Phoenix Suns.
8 grudnia w przegranym 112–121 meczu z Chicago Bulls został najmłodszym w historii zawodnikiem, który zaliczył 20 punktów i 20 zbiórek w meczu NBA (19 lat i 338 dni), bijąc rekord Dwighta Howarda.
W styczniu i w lutym 2024 Wembanyama był wybierany najlepszym pierwszoroczniakiem ligi w danych miesiącach. W tym okresie zaliczył dwa triple-double: pierwsze 10 stycznia w meczu z Detroit Pistons (16 punktów, 12 zbiórek, 10 asyst), zaś drugie 12 lutego przeciwko Toronto Raptors (27 punktów, 14 zbiórek, 10 bloków) – było to pierwsze w NBA triple-double, w skład którego wchodziły bloki od trzech lat. 23 lutego przeciwko Los Angeles Lakers został najmłodszym w historii NBA zawodnikiem, który zaliczył występ na poziomie five by five. Zdobył wówczas 27 punktów, 10 zbiórek, 8 asyst, 5 przechwytów i 5 bloków. Dokonał tego w 30 minut i 55 sekund – najmniej w historii wszystkich takich występów w NBA.
Na koniec sezonu został jednogłośnie wybrany najlepszym debiutantem roku. Wybrano go do najlepszej piątki obrońców, dzięki czemu stał się najmłodszym koszykarzem w historii i pierwszym pierwszoroczniakiem, który tego dokonał. Oprócz tego zajął drugie miejsce w głosowaniu na obrońcę roku w lidze, przegrywając jedynie ze swoim rodakiem Rudym Gobertem. Był też liderem NBA pod względem liczby bloków na mecz (3,6).

## Styl gry
Przed przyjściem do NBA Wembanyamę uważano za „generacyjny talent”, a poziom zainteresowania zawodnikiem przed przyjściem do ligi był najwyższy od czasów LeBrona Jamesa w roku 2003. Sam James wypowiedział się o Francuzie po jego debiucie w oficjalnym występie w Stanach Zjednoczonych:

W ciągu ostatnich kilku lat wszyscy byli jednorożcami, ale on jest bardziej jak kosmita. Nikt nigdy nie widział kogoś tak wysokiego jak on, ale tak płynnego i pełnego gracji jak on na parkiecie. Przy (jego rozmiarach), jego zdolności do wprowadzania piłki na parkiet, wykonywania rzutów z wyskoku, rzutów za trzy z odskoku oraz po złapaniu piłki i blokowania rzutów. Z pewnością jest talentem pokoleniowym.

Wembanyama mierzy 224 cm wzrostu i posiada zasięg ramion około 240 cm. Sprawia to, że jego rzut z wyskoku jest trudny do zablokowania. Mimo swojego wzrostu przejawia mobilność i zdolności kozłowania podobne do rozgrywających. Oprócz tego, dobrze czuje się w grze pick and roll i rzutach za trzy. W grze obronnej już od momentu przyjścia do NBA jest jednym z najlepszych blokujących rzuty w lidze ze względu na swój wzrost i czytanie gry. Wembanyama za swoje wzory uważa Kevina Duranta oraz Giannisa Antetokounmpo, do których zresztą był porównywany przed draftem.

## Osiągnięcia
Stan na 4 czerwca 2024.

### Pro A
- Mistrz Pro A (2022)
- Najlepszy młody zawodnik Pro A (2021-2023)
- MVP:
  - 2023
  - meczu gwiazd (2023)
- Najlepszy obrońca ligi Pro A (2023)

### NBA
- Debiutant roku NBA (2024)
- Zaliczony do I składu:
  - defensywnego NBA (2024)[11]
  - debiutantów NBA (2024)[18]
- 2-krotny debiutant miesiąca konferencji zachodniej NBA (styczeń-luty 2024)[19]

### Reprezentacja
Seniorska
- Zaliczony do I składu turnieju koszykarskiego Igrzysk Olimpijskich (2024)[20]
- Laureat nagrody dla wschodzącej gwiazdy igrzysk (2024)[21]

Młodzieżowe
- Wicemistrz:
  - świata U–19 (2021)
  - Europy U–16 (2019)

## Rekordy
Stan na 13 kwietnia 2024.
- Punkty: 50
- Asysty: 10
- Zbiórki w ataku: 7
- Zbiórki w obronie: 16
- Zbiórki razem: 20
- Bloki: 10
- Przechwyty: 6
- Minuty w jednym meczu: 44

## Statystyki
Na podstawie Basketball-Reference.com (ang.)

Stan na koniec sezonu zasadniczego 2023/24
| Sezon   | Drużyna     | M  | S5 | MPG  | FG%   | 3P%  | FT%   | RPG  | APG | SPG | BPG | PPG  |
| ------- | ----------- | -- | -- | ---- | ----- | ---- | ----- | ---- | --- | --- | --- | ---- |
| 2023/24 | San Antonio | 71 | 71 | 29,7 | 46,5% | 32,5 | 79,6% | 10,6 | 3,9 | 1,2 | 3,6 | 21,4 |
| Razem   |             | 71 | 71 | 29,7 | 46,5% | 32,5 | 79,6% | 10,6 | 3,9 | 1,2 | 3,6 | 21,4 |